# 五台锦鸡儿
五台锦鸡儿（学名：Caragana microphylla var. potaninii）为豆科锦鸡儿属下的一个变种。

## 扩展阅读
- 維基物種上的相關：五台锦鸡儿